# Sam Bolton
Sam Adams Bolton (* 9. Dezember 2002 in London) ist ein ehemaliger britischer Skispringer und aktueller nationaler Rekordhalter.

## Karriere

### Jugend
Bolton lebte in der Stadt Halifax, West Yorkshire, England. Im Alter von fünf Jahren zog er mit seinen Eltern nach Calgary. Nachdem Bolton zunächst Hockey gespielt hatte, ging er 2011 im Alter von neun Jahren in einem Ferienlager in Calgarys Winsport-Anlage zum Skispringen über. Er trainierte zunächst in Nordamerika, später aus logistischen Gründen überwiegend in Europa. Am 6. Februar 2016 nahm der Brite in Vancouver erstmals am FIS Cup teil und wurde 14. Im Continental Cup debütierte Bolton am 10. August 2019 in Wisła. Bei der nordamerikanischen Meisterschaft 2019, bei denen er auch den britischen Rekord brechen konnte, wurde er auf der Großschanze Zweiter und auf der Normalschanze Dritter.
Im Jahr 2020 nahm Bolton an den Olympischen Jugend-Winterspielen teil und belegte den 18. Rang. Danach trat er nicht mehr bei internationalen Wettbewerben an.

#### Britischer Rekord
Am 17. März 2019 stellte er auf dem kanadischen Whistler Olympic Park mit einer Weite von 134,5 Metern den britischen Skisprungrekord auf. Die vorige Bestmarke von 119,5 Metern wurde an gleicher Stelle von Jake Lock am 2. April 2017 erzielt.

## Statistiken

### FIS Cup
| Saison  | Platzierung | Punkte |
| ------- | ----------- | ------ |
| 2015/16 | 114.        | 36     |
| 2018/19 | 85.         | 38     |

### Olympische Jugend-Winterspiele
| Jahr | Platzierung |
| ---- | ----------- |
| 2020 | 18.         |